# Old Tom gin
Old Tom Gin (ou Tom Gin ou Old Tom) est une recette de gin. 
Populaire au XVIIIe siècle en Angleterre, celui-ci est devenu rare, mais a connu une résurgence à travers le mouvement « Cocktail Artisanal ». Il est légèrement plus sucré que le London Dry, mais un peu plus sec que le Dutch Jenever, lui valant parfois le surnom de « chaînon manquant ».

## Historique
Le nom de Old Tom Gin viendrait, dit-on, des enseignes en forme de chat noir (un Old Tom) qu'on voyait au XVIIIe siècle aux murs de certains pubs britanniques. En raison de la Gin Craze, le gouvernement britannique a tenté d'endiguer la production et la distribution de gin par des taxes prohibitives et des régulations, conduisant le marché à se développer « au noir ». Sous la patte de l'enseigne en forme de chat, se trouvait une fente permettant d'insérer de l'argent ainsi qu'un tuyau. Du tuyau sortait du gin, versé par le barman depuis l'intérieur.
Old Tom Gin était autrefois fabriqué sous licence par différents distillateurs à travers le monde ; toutefois, il a été récemment relancé par la distillerie Hayman, sur la base d'une recette originale. Depuis, un certain nombre d'autres entreprises lui ont emboîté le pas, tels que : Maison Ferrand, Both's, Secret Treasures, The Liberty Distillery, Tanqueray, Langley's, Jensens, Ransom, Master Of Malt, The Dorchester Hotel and The London Distillery Company Ltd.
Une version de Old Tom Gin produite par J. Wray and Nephew Ltd. en Jamaïque peut aussi être trouvée sur le marché, bien que l'île soit plus connue pour son rhum.
L'Old Tom Gin est mentionné par Jerry Thomas pour son Martinez Cocktail (Martini) dans son ouvrage de 1887 Bartender's Guide, How to Mix All Kinds of Plain and Fancy Drinks (soit : Guide du Barman, comment préparer toutes sortes de cocktails ordinaires et recherchés). Il est pour la première fois mentionné dans la préparation du Collins par l'ouvrage de 1891, The Flowing Bowl: When and What to Drink (soit Le bol débordant : que boire et à quel moment).